# Otwór wiertniczy
Otwór wiertniczy – wyrobisko podziemne w kształcie otworu o cylindrycznym kształcie, o znacznie większej głębokości w stosunku do średnicy, powstałe w wyniku wiercenia w skałach skorupy ziemskiej (lub w glebach). Ukończony otwór wiertniczy nazywa się odwiertem.
Jednym z rodzajów otworów wiertniczych są otwory kierunkowe – charakteryzujące się zamierzonym skrzywieniem osi odwiertu.